# Bertrand Blier
Bertrand Blier, född 14 mars 1939 i Boulogne-Billancourt, Hauts-de-Seine, död 20 januari 2025 i Paris, var en fransk filmregissör och romanförfattare. Blier inledde sin karriär som regissör på 1960-talet och hans filmer kom direkt att kännetecknas av en svartsyn och ironi som avvek från den rådande franska nya vågen. Han var son till skådespelaren Bernard Blier, som medverkade i flera av hans filmer. Han skrev flera romaner varav några filmatiserats av honom själv.
Bliers film Préparez vos mouchoirs från 1978 vann en Oscar för bästa utländska film. Han vann fyra Césars, tre för bästa manus och en för bästa regi.

## Filmografi
- Hitler, connais pas (1963) - dokumentär
- La Grimace (1966) - kortfilm
- Si j'étais un espion (1967)
- Flörtkulorna (Les Valseuses) (1974)
- Calmos (1976)
- Préparez vos mouchoirs (1978)
- Buffet froid (1979)
- Beau-père (1981)
- La Femme de mon pote (1983)
- Notre histoire (1984)
- Tjuvar och älskare (Tenue de soirée) (1986)
- För vacker för dig! (Trop belle pour toi) (1989)
- Merci la vie (1991)
- Ett två tre - frys! (Un, deux, trois, soleil) (1993)
- Mon homme (1996)
- Les Acteurs (2000)
- Les Côtelettes (2003)
- Combien tu m'aimes? (2005)
- Le Bruit des glaçons (2010)